# 獲得可能な最大市場規模
獲得可能な最大市場規模、総獲得可能市場、アドレス可能な市場全体 (英: total addressable market, total available market, TAM)は、通常、製品またはサービスで利用可能な収益機会を参照するために使用される用語です。 TAMは、特定の機会の潜在的な可能性の迅速な指標として機能することにより、ビジネス機会の優先順位付けを支援する。 
1つのアプローチは、競合他社がいない場合に企業が獲得できる市場の量を見積もることである。より包括的なバリエーションは、特定の製品またはサービスで理論的に提供できる市場規模を見積もることである。 TAMは、グローバルな合計（特定の企業がその一部に到達できなかった場合でも）、またはより一般的には、特定の1つの企業がサービスを提供できる市場（現実的な拡張シナリオ内）として定義できる。これは、戦略的なマーケティングと販売の取り組みに焦点をあて、実際の顧客のニーズの大きさを見積もっている。競争や流通の課題などの制約を考慮することで、次に、戦略を現実的な制約内で構成するように変更し、市場をTAMからサービス可能で利用可能な市場規模（SAM）に、つまり（その会社またはすべての企業が）サービスを提供できる市場の割合にまで減らして見積もる。 これは、PAU（Potential Active Use）と呼ばれることもある。

## TAM、SAM、SOMの違い
獲得可能な最大市場規模（TAM）、または総獲得可能市場は、製品やサービスの総市場需要であり 、利用可能な市場規模の100％が達成された場合の年間売上または販売台数で計算される。
サービス可能で利用可能な市場規模 (Serviceable Available Market、SAM) は、企業の製品やサービスが対象とし、サービスを提供するTAMの一部である。 
Serviceable Obtainable Market、または市場シェア (Share Of Market、SOM)は、自社がSAMに対して到達した割合である。 
たとえば、2014年の英国の食品消費者の総支出は、食品の獲得可能な最大市場規模であり、1,980億ポンドだった（ケータリング、アルコール飲料、ノンアルコール飲料、その他の食品を含む）。 アルコール飲料の生産者がターゲットにして提供するアルコール飲料のサービス可能で利用可能な市場規模は、490億ポンドであった。 酒類の市場は独占ではないため、酒類を製造する企業の市場シェアがSAMの100％に達することは決してない。 

## 重要性
獲得可能な最大市場規模は、市場の潜在的な規模を示している。 TAMの見積もりは、起業家が事業を始めるための最初のステップである。潜在的な成長能力を備えた適切な市場を見据えることが重要であるため、主観的な態度でこの値を誇張または過小評価するのではなく、客観的にTAMを見積もることが重要である。投資家はTAM値の高い市場を探す傾向があり、製品やサービスの需要を増やす可能性が高い市場に信頼を示す。これは合理的な考え方であるが、一方で、TAMが大きいことが高い需要が得られることを必ずしも意味しないため、TAMが高いだけでは喜ぶことはできない。市場での競争レベル、リソースへのアクセス可能性など、他のいくつかの要因も会社の業績に影響を及ぼす。したがって、SAMとSOMは、市場が投資する価値があるかどうかを測定するための重要な指標になる。 

## TAMに関する実際のニュース
- モルガン・スタンレーのアナリスト、ケイティ・フーバーティ氏は調査レポートで、アップルは自動車などの新しい市場に拡大するため、2020年までに現在の8000億ドルから3.4兆ドルに達する可能性があると述べた[5] 。 （2015年3月20日）
- アリババは中国の市場だけでなく中国以外の市場も拡大していると信じているため、フォワードマネジメントの最高投資責任者であるジムオドネル氏は、アリババは依然としてアドレス可能な市場全体を最大40％まで信じられないほど拡大する可能性があると述べた[6] 。 （2015年1月30日）
- パルスRFパワー半導体のアドレス可能な市場全体は、無線インフラストラクチャの市場が縮小しているにもかかわらず、製造業者が輸送や軍事などのパルスRFパワー半導体の新しい市場に参入しているため、増加を続けている[7] 。 （2014年11月）
- 一般の人々は、マイクロ波管（バルブ）の市場規模を十分に認識していません。それでも、マイクロ波管は軍事、医療、宇宙通信アプリケーションなどの分野で一般的に使用されているため、アドレス可能な市場の合計は10億ドル近くに達している[8] 。 （2009年1月）
- コンパレータ（2つの電流または電圧を比較するために使用されるデバイス）のアドレス可能な市場の合計は、2003年に1億7300万ドルに達しました。 2009年には2億7300万ドルになるでだろう[9] 。 （2004年4月7日）
- 受託製造サービスの市場は、電子機器受託製造サービス（EMS）やオリジナルデザインメーカー（ODM）と比較して成長を続けている。 IDCの受託製造サービスのプログラムマネージャーであるKevinKaneは、そのサービス可能で利用可能な市場は2001年に5億6000万ドルに達し、2006年までに電子機器およびIT業界のアドレス可能な市場全体の27％を獲得する可能性があると述べている[10] 。 （2002年10月31日）